# M27リンク

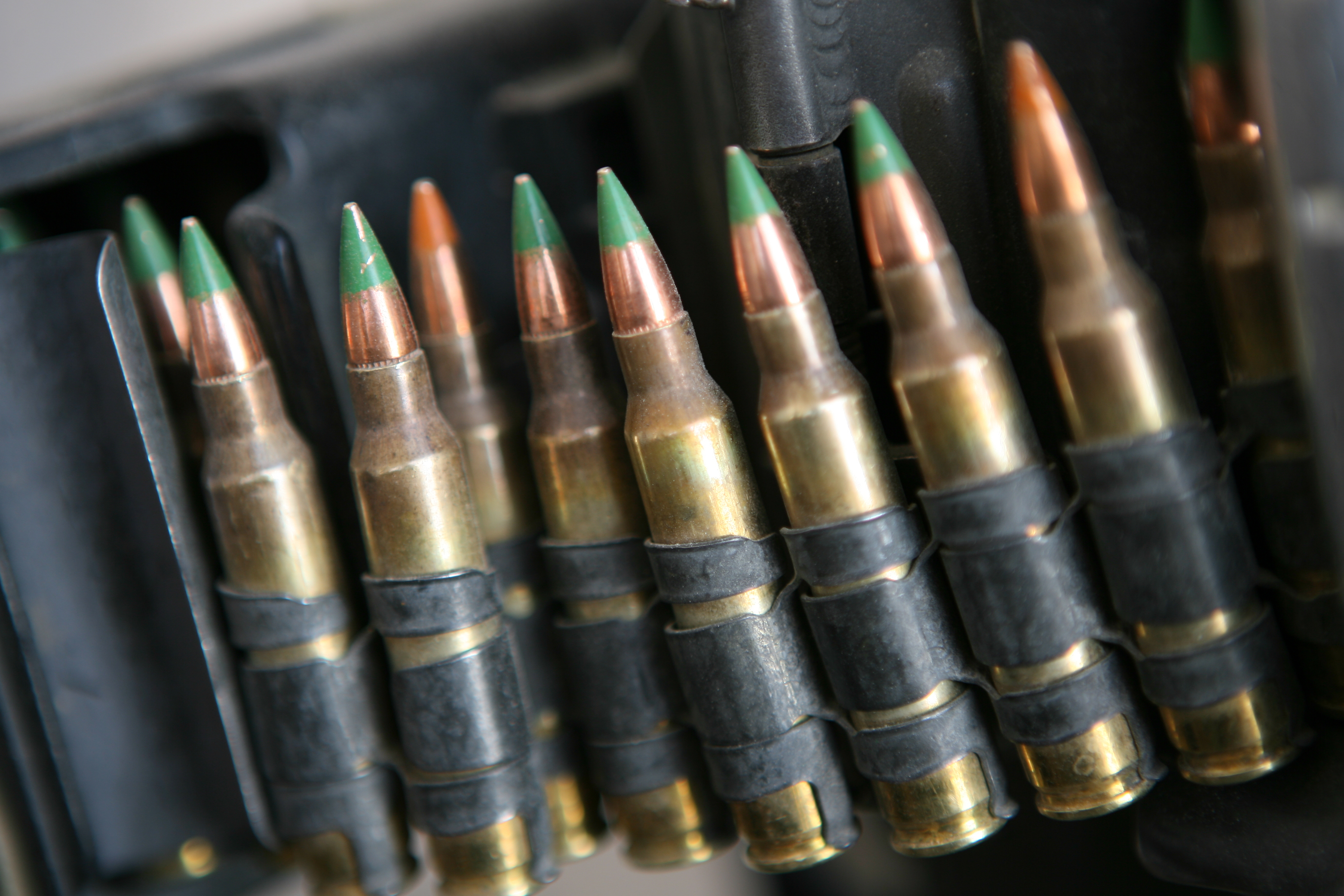
M27 リンクで接続された5.56x45mm NATO弾の弾帯

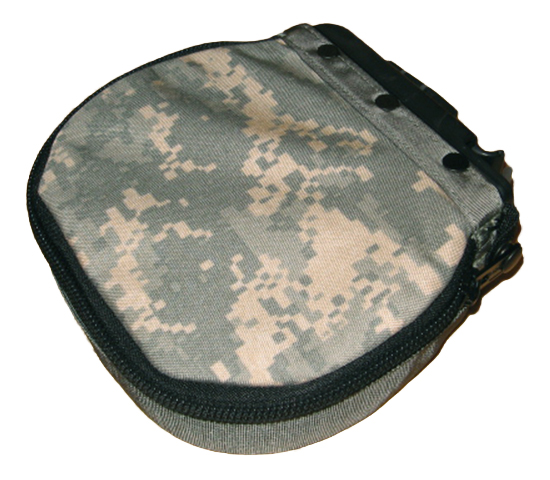
M249軽機関銃用のカンバス製弾帯袋

M27 リンク（M27 link）は、アメリカ軍で使用されている弾帯用リンクである。制式名称は5.56mm金属製分離式弾帯M27（Link, Cartridge, Metallic Belt, 5.56mm, M27）。

## 概要
M27 リンクは、5.56x45mm NATO弾を接続することができる。ベトナム戦争中、ストーナー軽機関銃向けの弾帯用リンクとして開発され、後にミニミ軽機関銃およびこれを国産化したM249軽機関銃でも採用された。M27 リンクは、7.62x51mm NATO弾の弾帯用リンクとして開発されたM13 リンクをスケールダウンしたものである。
これらのリンクは、2つの円筒状に湾曲した金属片が1組を成し、その間に弾薬を挟み込んだものを複数接続することで弾帯を構成する。M27 リンクは、M13 リンクと同様のプッシュスルー型で、後方から押される事で弾薬がリンクから抽出される。それと共に弾薬を保持していた金属片は弾帯から分離して排出される。この構造は、従来の布製弾帯とは対照的である。分離した部品を回収し、新しい銃弾を固定すればもう一度弾帯として組み上げることも可能だが、労力の面から事実上不可能と見なされ、リンク自体が非常に安価ということもあり、通常は使い捨てにされている。